# Keresztes Sándor (politikus)
Keresztes Sándor (Magyarókereke, 1919. március 9. – Budapest, 2013. augusztus 14.) jogász, magyar kereszténydemokrata politikus, a Demokrata Néppárt, majd a Kereszténydemokrata Néppárt alapító tagja, utóbbinak 1989–1990-ben első elnöke, 1990–1994 között vatikáni nagykövet.

## Életpályája

### Gyermek- és ifjúkora Erdélyben
1919. március 9-én született Magyarókerekén (Kolozs vármegye, Kalotaszeg). Ősei apai ágon katolikus vallású székely kisnemesek, anyai részről gazdálkodással foglalkozó reformátusok voltak. Édesapja Keresztes Károly, tanítóként szerzett megbecsülést Magyarókerekén, majd később Magyarfenesen (Kolozs vármegye). Édesanyja Fazakas Erzsébet. Szülei hat gyermeke közül ő született utolsóként. Hétéves volt, amikor édesapja súlyos betegségben elhunyt.
Édesapja korai halála után Bánffyhunyadra költöztek, ahol nagy szegénységben éltek. A nehéz anyagi körülmények miatt a kisebb gyermekek közül már csak ő tanulhatott tovább. Középiskolai tanulmányait Kolozsvárott a piaristák által vezetett Katolikus Főgimnáziumban végezte. Itt nagy hatással volt rá osztályfőnöke, a kiváló pedagógus és erdélyszerte ismert cserkészvezető, Puskás Lajos tanár úr. Érettségi (1938) után a kolozsvári román tannyelvű egyetem jogi fakultásán tanult tovább, ösztöndíjasként. Diplomáját már a bécsi döntés után Kolozsvárra visszatelepült Ferenc József Tudományegyetemen szerezte meg.

Egyetemi hallgatóként részt vett a magyar diákmozgalmakban. 1939-ben a Majláth Kör választottjaként az Erdélyi Katolikus Magyar Népközösség diáktanácsának titkára lett. Ekkor találkozott először szervezetileg is a magyar kisebbség problémáival, és ekkor ismerkedhetett meg személyesen az erdélyi politikai és egyház élet vezetőivel, köztük Márton Áron püspökkel, akivel annak haláláig tartotta a kapcsolatot. Diákként szervezője volt különböző katolikus szociális mozgalmaknak: részt vett a KALOT (Katolikus Agrárifjúsági Legényegyletek Országos Testülete), az EMSZO (Egyházközségi Munkás Szakosztályok) és a Magyar Dolgozók Országos Hivatásszervezete erdélyi létrehozásában. E mozgalmak közös jellemzője volt, hogy mindegyik a társadalmi igazságosság megvalósítását tekintette fő célkitűzésének. 1943-ban szerezte meg az államtudományi doktorátust. Ugyanebben az évben nevezték ki az erdélyi katolikus egyházmegye Új Erdély folyóirata segédszerkesztőjévé; Kolozsvár városnál kapott állást mint a törvényhatósági jogú város szociális osztályának fogalmazója. Erre az esztendőre esik házasságkötése Rácz Erzsébettel. Házasságukból a későbbiekben nyolc gyermek született.

### Magyarországon, a háború után
1944 szeptemberében, a front közeledtekor, Kolozsvár kiürítésekor, felesége szüleihez Budafokra költöztek. A Lakatos-kormány idején a Belügyminisztérium közigazgatási osztályára kapott beosztást. Részt vett az ellenállási mozgalom embermentő munkájában. A nyilas hatalomátvétel után, 1944. december 4-én a Nemzeti Számonkérő Szék hét társával együtt letartóztatta hivatásszervezeti tevékenysége és embermentő munkája miatt. Csoportjukat a Margit körúti katonai fogházba zárták. Már megkezdődött a fogház kiürítése és a börtönlakók átszállítása Sopronkőhidára, amikor váratlanul megmenekültek a rögtönítélő bíróság halálos ítéletétől: csoportjukat, egy ügyvéd barátjuk közbenjárására, elkülönítették és rövid időn belül szabadon engedték.
1945–1947-ben a Belügyminisztériumban dolgozott a Bibó István főosztályához tartozó és Karcsay Sándor által vezetett tanulmányi osztályon. - Részt vett a Demokrata Néppárt alapításában, a Végrehajtó Bizottság tagja lett. Az 1947-es választásokon a Demokrata Néppárt második legerősebb pártként bekerült az Országgyűlésbe, Keresztes Sándor a Demokrata Néppárt országgyűlési képviselőjeként a képviselőcsoport titkára lett. 1947 októberében Shvoy Lajos székesfehérvári megyés püspök javaslatára a külföldi magyarok lelkigondozását végző Szent László Társulat titkárává választották.
1948 nyarán „klerikofasiszta múlt” hamis vádjával megfosztották mandátumától. Minisztériumi állásába nem vették vissza. Ezért felesége nevén iparengedélyt váltott, és 1949-től 1950-ig harisnyakötésből tartotta el családját. 1950-ben sikerült elhelyezkednie az Új Ember katolikus hetilap kiadóhivatalánál; kezdetben pénzbeszedőként, fűtőként, majd adminisztrátorként dolgozott. 1953-ban az Egyházi Szeretetszolgálat vezetőjének tett javaslata alapján, Czapik Gyula érsek megbízásából megszervezte a Solidaritas Háziipari Szövetkezetet, mely munkalehetőséget biztosított az 1950-ben állami rendelettel feloszlatott szerzetesrendek tagjainak. 1953-ban rendőri felügyelet alá helyezték azzal az ürüggyel, hogy apácát fogadott be a családjába. Rendőri felügyeletét 1959 októberében szüntették meg.

### 1956 és a megtorlások időszaka
1956. november elején Mihelics Viddel és Székely Imre Kálmánnal bejelentette Nagy Imre miniszterelnöknek a Demokrata Néppárt újjászületését. A forradalom leverése után az Actio Catholica megbízásából Endrey Mihály püspök helyetteseként megszervezte a Caritas Internationalis katolikus nemzetközi segélyszervezet adományainak fogadását, raktározását és elosztását. 1956. december elején a Demokrata Néppárt részéről ő volt az egyik aláírója annak az állásfoglalásnak, mely támogatta a Bibó István és más ellenzékiek által jegyzett, az indiai követségre eljuttatott kibontakozási javaslatot.
1957. július közepén internálták („közbiztonsági őrizetbe” vették). 1957 októberében, tekintettel nyolc gyerekére, azzal a feltétellel engedték szabadon a kistarcsai internáló táborból, hogy aláírt egy ügynöki beszervezési nyilatkozatot. Ebben vállalta – amit jogszerűen nem tagadhatott meg –, hogy minden esetben jelentést tesz, ha a Népköztársaság-ellenes cselekményekről tudomást szerez. Tényleges ügynöki jelentést nem tett. Az általa adott három „jelentés” közül az egyik egy másfél oldalas önéletrajz, a másik kettő az ismerősök egyszerű felsorolása; mindegyik „operatív érték nélkül".
1958 januárjában kérte a BM illetékeseit a kapcsolat megszakítására. Kérésének az illetékesek fél év múlva tettek eleget: 1958 júliusában, mint alkalmatlant „kizárták a hálózatból”.

### A puha diktatúra éveiben
Az internálást követően újra az Új Ember kiadóhivatalánál dolgozott nyugdíjba vonulásáig. 1962-ben a pécsi egyetemen az államtudományi mellé megszerezte a jogi diplomát is. Disszertációjának címe: Lelkiismereti és vallásszabadság, valamint a felekezeti egyenjogúság a Magyar Népköztársaságban. 1963-tól másodállásban a Szent István Társulat jogi szakértőjeként is ténykedett. 1977-től 1994-ig a Társulat elnökségi tagja volt. Az 1960-as és 70-es években „keresztény-marxista” párbeszédet folytatva több egyházpolitikai tanulmányt és memorandumot írt. Ezekben annak módját kereste, miként lehetne az állam és az egyház között olyan „modus vivendi”-t megvalósítani, amely a szocialista rendszer keretei között is biztosítja az egyház valódi függetlenségét és működési szabadságát. Nézetei annyira eltértek a hivatalos állásponttól, hogy e tanulmányok nyomtatásban nem jelenhettek meg, de kéziratban, gépelt formában eljutottak több egyházi és állami vezetőhöz.
1964-ben Bánk József püspök, egyházjogász igénybe vette közreműködését a Püspöki Kar kollegiális működését biztosító működési és szervezeti szabályzat kidolgozásában. Szörényi Gábor SJ. megbízásából elkészítette az Egyházi Szeretetszolgálat szabálytervezetét. Javaslatot készített a szerzeteseknek a rendek feloszlatásakor elvesztett, a nyugdíjjogosultságba beszámítható szolgálati idejének visszaszerzésére. (Ez utóbb meg is történt.)
1974–1976 között komoly küzdelmet és szívós tárgyalásokat folytatott egyházi és állami tényezőkkel a Szent István Társulat önállóságának megőrzésért, alkotmányos működéséért. Ez a tevékenység késztette a belügy III/III-as részlegét arra, hogy ismét felvegye vele a kapcsolatot, azzal az indokkal, hogy szeretnénk jobban megismerni a személyét és elgondolásait. Többszöri találkozón tájékoztatta a belügyi tiszteket egyházpolitikai koncepciójáról és a Szent István Társulat jövőjével kapcsolatos terveiről. Bár újra aláírattak vele egy együttműködési nyilatkozatot, de később, a kapcsolat megszüntetésekor, 1977-ben kelt belső jelentésükben, a belügyi szervek kénytelenek voltak megállapítani: „… konkrétan csak a Társulat vonatkozásában volt hajlandó együttműködni. Itt is ragaszkodott azonban saját koncepciójához. Ez politikailag ellenkezett az állami elképzelésekkel. … Teljesen vad, ferde nézeteket kezdett hangoztatni az új egyházpolitika kialakításával kapcsolatban… (az általa) adott információk alapján ügyet nem kezdeményeztünk, operatív intézkedéséket nem hajtottunk végre. Munkadossziéjában elhelyezett jelentések operatív értékkel nem bírnak.”

### A rendszerváltozás idején és azt követő években
1988-ban kezdett ismét nyíltan politizálni. A Márton Áron Társaság egyik szervezője és elnöke volt.
1989 márciusában Matheovits Ferenccel és Ugrin Józseffel megkezdte a Kereszténydemokrata Néppárt újjászervezését. 1989. szeptember 30. és 1990. május 27. között elnökként vezette a pártot. Az 1990. évi országgyűlési választásokon a KDNP budapesti listavezetőjeként került be a parlamentbe. 1990. május 3. és 1990. augusztus 31. között az Országgyűlés alkotmányügyi, törvény-előkészítő és igazságügyi állandó bizottságának, valamint nemzetbiztonsági különbizottságának volt a tagja.

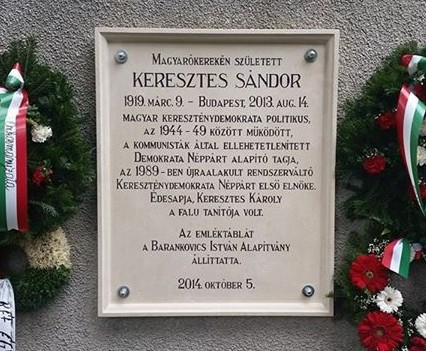
Emléktábla Magyarókerekén

1990 szeptemberében kinevezték a Magyar Köztársaság vatikáni és a Máltai lovagrendhez akkreditált nagykövetévé. Nagyköveti megbízatása 1994 nyarán szűnt meg.
1994–1998 között ismét a KDNP országgyűlési képviselője volt, a külügyi állandó bizottság, ezen belül az alapszerződésekkel foglalkozó albizottság, valamint az emberi jogi, kisebbségi és vallásügyi állandó bizottság tagja volt.
1998-ban idős kora, valamint a pártjában akkoriban dúló belviszályok miatt visszavonult politikától. A KDNP-nek továbbra is tiszteletbeli elnöke volt, de a párt munkájában már nem vett részt. 2009-ben a KDNP Barankovics István Emlékéremmel köszöntötte 90. születésnapja alkalmából.
2014-ben emléktáblát helyeztek el tiszteletére szülőfaluja, Magyarókereke református templomának falára.

## Az erdélyi magyarság érdekében folytatott fontosabb ténykedései
- Az 1970-es években megszerezte Miklós Imrének, az Állami Egyházügyi Hivatal elnökének a jóváhagyását ahhoz, hogy a Szent István Társulat 3000 magyar nyelvű misekönyvet, majd később 1600 teljes Szentírást ingyenesen eljuttathasson a romániai magyar plébániák részére.
- 1984 Kiss Gy. Csaba közreműködésével tájékoztatót készített az erdélyi egyház és a kisebbségi magyarság problémáiról, melyet a lengyel Franciszek Macharski bíboros közvetítésével juttattak el a pápához.
- 1987-ben vette fel a kapcsolatot Szűrös Mátyással, aki akkor az MSZMP központi bizottsági titkára és az Országgyűlés külügyi bizottságának elnöke volt. 1988-ban Szűrös munkatársainak a segítségével készült el annak a kb. 130 oldalas oldalas dokumentációs anyagnak a francia nyelvű fordítása, mely az akkori erdélyi helyzetről készült, s amelyet Roger Etchegaray bíborosnak, a Justitia et Pax bizottság elnökének, a pápa személyes barátjának adtak át, aki vállalta az ügy képviseletét a pápánál. Ennek is része lehetett abban, hogy II. János Pál az 1989. január 1-jei békevilágnapon kifejtette az Egyház álláspontját a nemzeti kisebbségekről. - E memorandum egy példányát eljuttatták Habsburg Ottóhoz, a páneurópai mozgalom elnökéhez is.
- Magyarország szentszéki nagyköveteként nagy szerepe volt abban, hogy a pápa, röviddel 1991-es magyarországi látogatása előtt, a Gyulafehérvári egyházmegyét érseki rangra emelte.

## Főbb művei
- A kiegyezés reményével. Keresztes Sándorral beszélget Elmer István; Kairosz, Bp., 2008. ISBN 9789636621568
- Javorniczky István: A magyarság és az egyház szolgálatában. Életinterjú dr. Keresztes Sándorral; (sajtó alá rend., szerk. Keresztes András); METEM–Historia Ecclesiastica Hungarica Alapítvány, Bp., 2021. ISBN 9786155826146

## Néhány rövid tanulmánya és memoranduma
- Deák Ferenc tanítása (1963)
- Gondolatok (Lékai bíboros részére, 1976)

## Elismerései
- Piusz Érdemrend Nagykeresztje (1992)[9]
- Máltai Lovagrend Nagykeresztje (1993)[10]
- Barankovics Emlékérem (2009)[11]